# Louchats
Louchats (okzitanisch Loishats) ist eine französische Gemeinde mit 697 Einwohnern (Stand 1. Januar 2022) im Département Gironde in der Region Nouvelle-Aquitaine (vor 2016 Aquitaine). Sie gehört zum Arrondissement Langon und zum Kanton Les Landes des Graves. Die Einwohner werden Louchatais genannt.

## Geographie
Louchats liegt im Regionalen Naturpark Landes de Gascogne, etwa 49 Kilometer südsüdöstlich von Bordeaux und 27 Kilometer westlich von Langon. Das Gemeindegebiet wird vom Flüsschen Nère durchquert, das hier noch Ruisseau du Couy genannt wird. Umgeben wird Louchats von den Nachbargemeinden Cabanac-et-Villagrains im Norden, Guillos im Nordosten, Origne im Osten, Saint-Symphorien im Südosten und Süden, Le Tuzan im Süden und Südwesten, Hostens im Südwesten und Westen sowie Saint-Magne im Westen und Nordwesten.

## Bevölkerungsentwicklung
| Jahr                       | 1962 | 1968 | 1975 | 1982 | 1990 | 1999 | 2006 | 2013 | 2020 |
| Einwohner                  | 394  | 307  | 228  | 300  | 425  | 538  | 683  | 722  | 725  |
| Quellen: Cassini und INSEE |      |      |      |      |      |      |      |      |      |

## Sehenswürdigkeiten

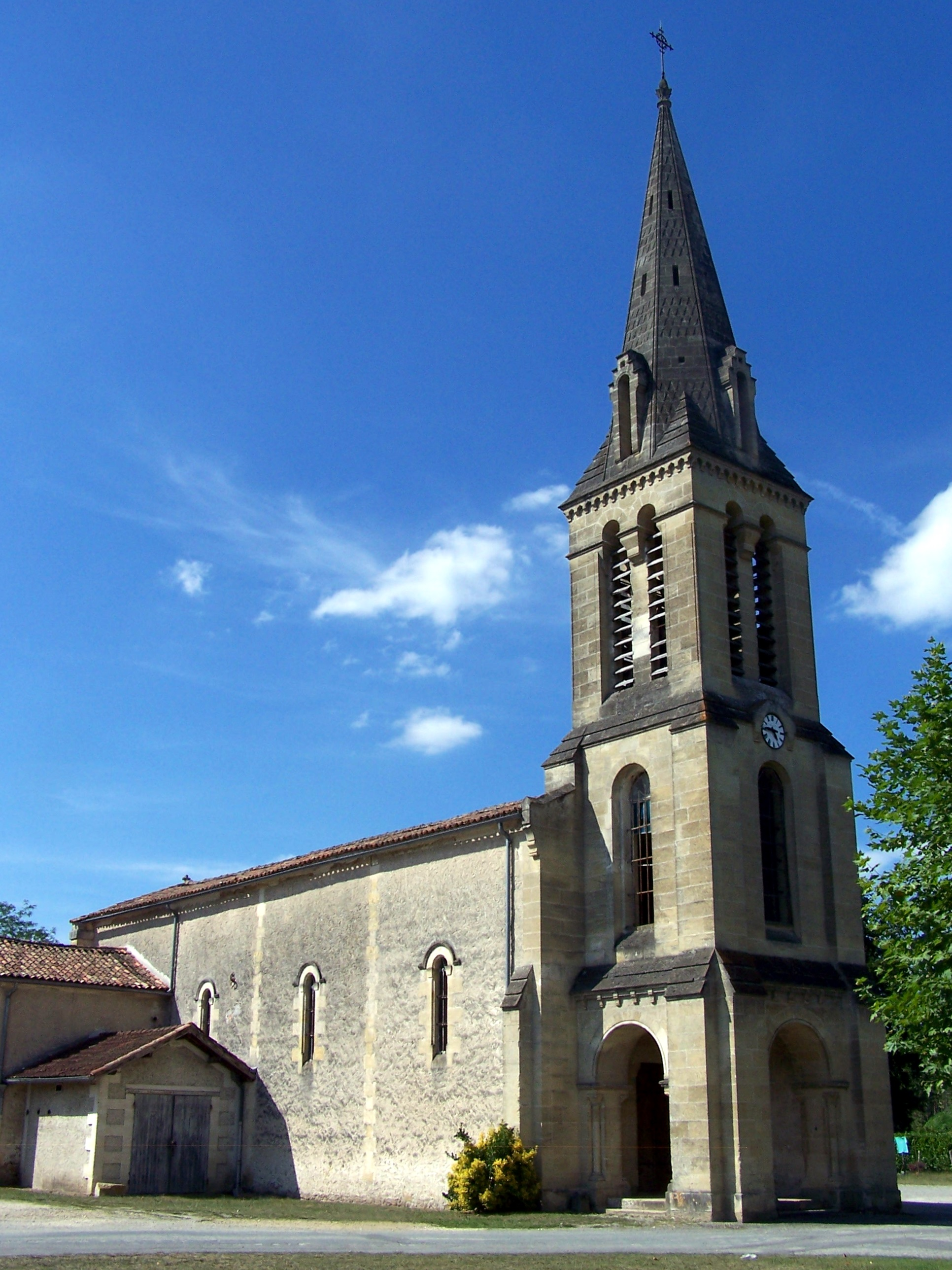
Kirche Sainte-Croix

- Kirche Sainte-Croix
- Lavoir
- Wasserturm